# Pirapó (Paraguay)
Pirapó è un centro abitato del Paraguay, nel dipartimento di Itapúa. La località, che dista 360 km dalla capitale del paese Asunción, forma uno dei 30 distretti in cui è suddiviso il dipartimento.

## Popolazione
Al censimento del 2002 Capitán Miranda contava una popolazione urbana di 1.673 abitanti (6.754  nel distretto), secondo i dati della Dirección General de Estadística, Encuestas y Censos.

## Storia
La storia di Pirapó è strettamente legata a quella dell'immigrazione giapponese in Paraguay, sviluppatasi in due fasi successive: la prima negli anni trenta del XX secolo, la seconda negli anni cinquanta, dopo la fine della seconda guerra mondiale. Nel 1990 la località fu elevata al rango di distretto.

## Economia
La principale attività economica di Pirapó è l'agricoltura; nel distretto si coltivano grano, soia, erba mate, mais, cassava, arachidi. Il distretto è considerato tra i più sviluppati del dipartimento, anche grazie agli aiuti economici ricevuti dal Giappone: di origine giapponese, infatti, è la maggioranza degli abitanti.